# Ryan Lawrie

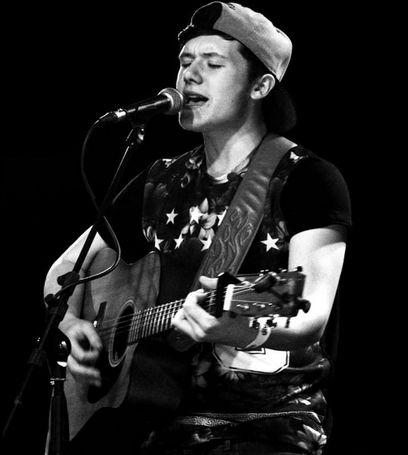
Ryan Lawrie

Ryan Lawrie (* 28. Mai 1996) ist ein britischer Sänger und ehemaliger X-Factor-Teilnehmer.
Er nahm an der 2016er-Staffel der britischen Ausgabe von X Factor teil, sein Mentor in der Show war Nicole Scherzinger. Ryan Lawrie schied in der siebten Woche der 2016-Staffel von X Factor aus. Während der Show fiel er durch sein Flirten mit der Teilnehmerin Emily Middlemas auf. Sie hatten sich bereits vor der Teilnahme in ihrer Heimatstadt Glasgow kennengelernt und traten auch nach dem Ausscheiden öffentlich als Paar auf.
Lawrie ist Co-Autor des Liedes Mikrokosmos des Albums Map of the Soul: Persona der Band BTS.